# 金汇镇
金汇镇，是中华人民共和国上海市奉贤区下辖的一个乡镇级行政单位。2002年5月，齐贤镇并入。2003年11月，泰日镇并入。设有齐贤、泰日2个副镇级社区。总面积71.72平方公里。户籍人口54,304人（2012年）。

## 行政区划
金汇镇下辖以下居委会及村委会：
金汇镇社区、齐贤社区、泰日社区、泰绿社区、金碧社区、金汇村、金星村、东星村、新强村、白沙村、行前村、百曲村、南行村、光辉村、明星村、北丁村、南陈村、乐善村、梁典村、资福村、梅园村、周家村和墩头村。